# 永兴银楼
永兴银楼是一座由白银覆盖的建筑物，位于中国湖南省郴州市永兴县国家级工业旅游示范点中国白银第一坊，由当地企业捐建而成。

## 建筑结构
永兴银楼，总面积140平方米，是借鉴日本京都的金阁寺的两层建筑。整座银楼除屋面瓦片外，主要构件全部用银片装饰包裹，连门窗上的镂空雕花都用银片装饰。
建筑内二层空间配有鸳鸯椅一张，也是使用金银材料覆盖。

## 历史
银楼所用白银全部来自废渣、废料、废液的回收物，耗费5万两白银，由数十人在一百多天内建成。永兴当地并没有银矿，但是当地的利用废料提取白银的行业十分发达。2007年当地共生产白银2360吨，占国内总产量的四分之一。
修建银楼的投资方是当地的湖南鑫达银业股份有限公司，其初衷是打造一个旅游景点吸引游人前来观看，顺便为企业打广告。